# Paula Crespí
Paula Crespí Barriga (* 7. April 1998 in L’Hospitalet de Llobregat) ist eine spanische Wasserballspielerin. Die Olympiasiegerin von 2024 war 2017, 2019 und 2023 Weltmeisterschaftszweite sowie 2024 und 2025 Weltmeisterschaftsdritte. 2020 war sie Europameisterin und 2024 Europameisterschaftszweite.

## Sportliche Karriere
Die 1,75 Meter große Crespí spielt bei Club Natació Sant Andreu in Barcelona. Mit den Altersklassenmannschaften war sie 2015 Zweite bei der Juniorenweltmeisterschaft, 2016 Zweite bei der Jugendweltmeisterschaft und 2017 Vierte bei der Juniorenweltmeisterschaft.
2016 debütierte Crespí in der spanischen Nationalmannschaft. 2017 bei der Weltmeisterschaft in Budapest erreichten die Spanierinnen das Finale, dort unterlagen sie der Mannschaft aus den Vereinigten Staaten mit 6:13. Bei der Weltmeisterschaft 2019 in Gwangju trafen im Finale erneut Spanien und das US-Team aufeinander und die Amerikanerinnen gewannen mit 11:6. Im Januar 2020 siegten die Spanierinnen bei der Europameisterschaft in Budapest durch einen Finalsieg mit 13:12 über die Russinnen.
Nach der COVID-19-Pandemie kehrte Crespí erst 2023 in die Nationalmannschaft zurück. 2023 erreichten die Spanierinnen das Finale der Weltmeisterschaft in Fukuoka mit einem 12:10 über die Australierinnen. Im Endspiel unterlagen sie erst im Penaltyschießen den Niederländerinnen. Crespí hatte in der regulären Spielzeit des Endspiels zwei Tore geworfen. 2024 standen sich die beiden Teams im Finale der Europameisterschaft in Eindhoven erneut gegenüber. Die Niederländerinnen siegten mit 8:7. Crespí hatte im Halbfinale einen Treffer erzielt, im Finale ging sie leer aus. Einen Monat später bei der Weltmeisterschaft in Doha entschieden die Spanierinnen das Spiel um Bronze gegen die Griechinnen mit 10:9 für sich. Bei den Olympischen Spielen in Paris gewannen die Spanierinnen alle sieben Partien, wobei das Halbfinale gegen die Niederländerinnen erst im Fünf-Meter-Schießen entschieden wurde. Crespí verwandelte ihren Fünf-Meter-Wurf im Halbfinale. Im Finale gegen die Australierinnen siegten die Spanierinnen mit 11:9.
2025 bei der Weltmeisterschaft in Singapur besiegten die Spanierinnen im Viertelfinale die Niederländerinnen im Penaltyschießen. Im Halbfinale unterlagen sie den Ungarinnen mit 9:15. Das Spiel um den dritten Platz gewannen sie mit 13:12 gegen die Auswahl aus den Vereinigten Staaten. Im Spiel um Bronze erzielte Crespi einen Treffer.